# Koporski zaljev
Koporski zaljev (rus. Копорская губа, Koporskaya Guba) je 12 km dugačak zaljev na južnoj obali Finskog zaljeva. Dio je ruske Lenjingradske oblasti.
Širok je do 26 km, a dubok do 20 metara. Obala je niska i kamenita; zaleđe je šumovito. Sojkinski poluotok ga odvaja od Luškog zaljeva na zapadu. Jedino veće naselje je grad Sosnovy Bor. Rijeke Voronka i Sista ulijevaju se u zaljev. Ime je dobio po srednjovjekovnoj tvrđavi Koporje koja se nalazi malo južnije.